# Werner Neugebauer (Politiker, 1927)
Werner Neugebauer (* 10. Januar 1927 in Habelschwerdt, Provinz Niederschlesien; † 24. Februar 1972 in Berlin) war ein deutscher Politiker (SPD).
Werner Neugebauer besuchte eine Volksschule und machte eine Lehre als Verwaltungsangestellter beim Berliner Bezirksamt Kreuzberg. Er musste zum Reichsarbeitsdienst, wurde anschließend von der Wehrmacht eingezogen und geriet in Kriegsgefangenschaft.
Nach dem Zweiten Weltkrieg arbeitete Neugebauer ab Juni 1946 wieder im Bezirksamt Kreuzberg. 1948 trat er der Unabhängigen Gewerkschaftsopposition (UGO) und 1949 der SPD bei. Später wechselte er zur Deutschen Angestellten-Gewerkschaft (DAG) und zur Gewerkschaft Öffentliche Dienste, Transport und Verkehr (ÖTV). Neugebauer besuchte die Verwaltungsschule Berlin und legte 1953 die Prüfung als Jugendpfleger ab. Ab 1964 war er Bezirksjugendpfleger im Bezirk Neukölln. Bei der Berliner Wahl 1967 wurde er in das Abgeordnetenhaus von Berlin gewählt. Auch bei der folgenden Wahl 1971 wurde Neugebauer wiedergewählt, starb aber im Februar 1972. Sein Nachrücker im Parlament wurde daraufhin Manfred Wetzel.